# Amorphophallus paeoniifolius
Amorphophallus paeoniifolius · Cambarre de Java
Espèce
Statut de conservation UICN

 LC  : Préoccupation mineure
Amorphophallus paeoniifolius est une espèce de plantes monocotylédones de la famille des Araceae, sous-famille des Aroideae, originaire du Sud-Est asiatique et d'Australasie.
Ce sont des plantes herbacées, pouvant atteindre 2,5 mètres de haut, vivaces par leur tubercule qui peut peser jusqu'à 15 kg. Elles produisent une seule inflorescence suivie d'une (parfois deux) feuille au limbe très divisé. L'inflorescence (spadice) émet une odeur de viande pourrie qui attire des pollinisateurs, tels que les mouches. 
L'espèce est cultivée pour ses tubercules comestibles (malgré leur teneur en oxalate de calcium), notamment en Inde et en Indonésie), mais aussi comme plante ornementale.

## Taxinomie

### Synonymes
Selon The Plant List (18 novembre 2020) :
- Amorphophallus campanulatus Blume ex Decne.[2]
- Amorphophallus campanulatus Decne.
- Amorphophallus decurrens (Blanco) Kunth
- Amorphophallus giganteus Blume
- Amorphophallus malaccensis Ridl.
- Amorphophallus paeoniifolius var. campanulatus (Decne.) Sivad.
- Amorphophallus rex Prain
- Amorphophallus sativus Blume
- Amorphophallus virosus N.E.Br.
- Arum campanulatum Roxb.
- Arum decurrens Blanco
- Arum phalliferum Oken
- Arum rumphii Gaudich.
- Candarum hookeri Schott
- Candarum roxburghii Schott
- Conophallus giganteus Schott ex Miq.
- Conophallus sativus (Blume) Schott
- Dracontium paeoniifolium Dennst.
- Hydrosme gigantiflora (Hayata) S.S.Ying
- Kunda verrucosa Raf.
- Plesmonium nobile Schott
- Pythion campanulatum Mart.

### Variétés
Selon NCBI (18 novembre 2020) :
- Amorphophallus paeoniifolius var. bangkokensis
- Amorphophallus paeoniifolius var. campanulatus
- Amorphophallus paeoniifolius var. paeoniifolius

### Noms vernaculaires
En français, cette espèce est appelée « plante sept chemises » (aux Antilles) ou « Cambarre de Java ».